# 快盈大廈
快盈大廈（葡萄牙語：Edifício Fai Ieng）是澳門房屋局轄下的一個經濟房屋項目，位於澳門半島筷子基鄰近俾若翰街之E及F地段，東面毗鄰船澳街，北臨俾若翰街，西靠筷子基街，佔地面積約3,400平方米。是澳门其中一個由特區政府全資興建的經屋項目，也是運輸工務司司長劉仕堯提出的“後萬九”公共房屋項目之一。
該項目由單一樓宇組成，樓高33層，地面層及三樓為社會設施，一樓及二樓為公共停車場，提供約120個私家車及約100個電單車泊位，四樓為平台休憩花園。分別提供二房一廳(T2)336個及三房一廳(T3)100個合共436個單位。

## 歷史

### 興建過程
2013年8月9日，相關項目建造工程進行公開開標，工程不設底價，共有13間公司遞交標書文件。經開標程序後， 12公司的標書全部獲接納，1間公司被取消資格。工程造價由澳門幣389,000,000.00至489,986,133.00，工期由820天至840天。
2013年10月15日，特區政府公報中刊登第317/2013號行政長官批示，公佈已命名為快盈大廈，共提供336個單位。實用面積每平方米平均售價約20615元，以實用比率61.21%計算，相當於建築面積每平方呎約1172元。336個單位中，有168個單位的價格低於平均售價，約佔所有單位的50%。 根據此基準呎價，具體售價將視乎單位座向、樓層、位置和類型而有所上浮或下調，快盈大廈T2單位售價由835200元至1056700元，實用面積由44.52至47.8平方米。 由於取得人在購買經濟房屋時，可享有對應市場樓宇價格一定折讓之補貼比率，快盈大廈的補貼比率與其他經濟房屋的計算方式一樣，由房屋局透過聘請三間專業物業估值公司對出售項目進行估價，再經房屋局綜合評定該項目之市場價格，根據審慎保守的原則，快盈大廈得出補貼比率60.3%。示範單位方面，設於青洲社屋－青泉樓，於同年10月28日起開放，僅供家團成員參觀。
2013年10月26日，示範單位先開放供公共房屋事務委員會成員參觀，家團方面先於同年10月28日起參觀位於青洲社屋－青泉樓內之快盈大廈示範單位；11月5日起則按序安排家團代表往房屋局選購單位。436個經濟房屋單位，分別是兩房一廳（T2）單位有336個，三房一廳（T3）單位有100個。因應現時總輪候名單中已沒有三房（T3）輪候家團，故是次推出快盈大廈進行經濟房屋預配時，沒有推出三房單位。
2013年11月5日，按序安排首批獲甄選家團往房屋局揀選經濟房屋單位，首批80個獲甄選選擇兩房經濟房屋單位之家團中，有71個家團報到，已揀選69個經濟房屋單位，有2個家團因資料未齊而申請延期售買。另外，沒有出席的9個家團，因第二次通知不出席需要進行除名聽證。

### 竣工及入伙過程
2018年5月9日，為配合經濟房屋快盈大廈入伙前之準備工作，房屋局即日起為筷子基區公共房屋14間作一般商業用途之商舖租賃進行公開招標，增加區內商業、零售配套設施。有關商舖之實用面積由23.77平方米至262.88平方米；其投標底價由澳門幣七千元至六萬三千元不等。
2018年6月21日，14間作一般商業用途之商舖租賃進行公開口頭競價，投標人提出之月租價格由澳門幣18,500元至138,500元。用途為一般商業用途，初步擬經營飲食店、藥房，以及零售及服務業等。
2018年10月5日，快盈大廈經已獲發使用准照，房屋局將分批安排預約買受人辦理上樓手續，包括繳付樓款、領取單位鎖匙及辦理管理合約等。
2018年10月16日，房屋局宣佈於10月18日安排首批100戶快盈大廈經濟房屋預約買受人前往房屋局離島辦事處（澳門氹仔湛江街66-68號湖畔大廈1樓D）辦理上樓手續，包括派發單位鎖匙、辦理管理合約及繳付樓款等。

### 後續跟進
2019年2月14日，為配合社會工作局設於筷子基北街快盈大廈（即筷子基E及F地段公共房屋）地下及三樓的社會設施的運作需要，土地工務運輸局正就該社會設施的裝修工程進行公開招標，標書訂定的最長工期為300個工作天。上述社會設施總面積約2,780平方米，有關裝修工程主要範圍及內容包括入口大堂、各類型服務用房、多功能室、用膳區、廚房、洗衣房、辦公室等，涉及規劃間隔、建造地台及鋪設管線，以及配套冷氣、機電及網絡設施等。
2019年3月7日，土地工務運輸局將就上述社會設施展開裝修工程，並進行公開開標，局方一共收到33份標書競投，除2份標書不被接納外，其餘標書均被接納，造價介乎2千5百多萬澳門元至3千4百多萬澳門元不等，最長工期為288個工作天。
2020年1月13日，房屋局正在跟進快盈大廈預約買受人簽訂買賣公證書（俗稱做契）的工作，並已向359戶發出許可書。截至同年1月9日，有425戶已簽買賣預約合同，其中359戶已獲發許可書，房屋局將分批委託私人公證員跟進做契工作；另有11戶正在審查資料、29戶欠文件及26戶中止程序。

## 社會設施及商鋪
地面層設有商鋪，包括餐廳、外賣店及一間連續式大型超級市場等，社會設施僅有一間由救世軍營運的失智症綜合服務中心。
| 樓層分佈 |                                          |
| 5F-33F   | 住宅單位樓宇                             |
| 4F       | 平台花園                                 |
| 3F       | 社會設施                                 |
| 1F-2F    | 快盈大廈公共停車場（輕型車輛 及 電單車） |
| GF       | 商鋪單位／超級市場（新花城超級市場）     |

## 鄰近建築
- 筷子基政府船塢
- 澳門廣大中學
- 筷子基社屋─快富樓及快意樓

## 外部連結
- 快盈大廈-經濟房屋售樓說明書 （页面存档备份，存于）
- 筷子基E及F地段公共房屋 （页面存档备份，存于）